# جون برايس (لاعب كريكت)
جون برايس (22 يوليو 1937 في المملكة المتحدة - ) (بالإنجليزية: John Price)‏ هو لاعب كريكت بريطاني. شارك مع منتخب إنجلترا للكريكت. أما مع النوادي، فقد لعب مع نادي مقاطعة ميدلسكس للكريكت ‏ ونادي مارليبون للكريكت ‏.

## وصلات خارجية
- جون برايس على موقع إي آس بي آن كريك إنفو (الإنجليزية)